# 박이사야
박이사야(본명: 퍼거슨 테란스 이사야(영어: Terrance Isaiah Ferguson 테란스 아이제이아 퍼거슨[*]), 2008년 2월 1일 ~ )은 대한민국의 배우이자 모델이다.

## 출연작

### 드라마
- 《태양의후예》 (KBS2, 2016년) - 난민소년 역
- 《병원선》 (MBC, 2015년) - 단역
- 《용팔이》 (SBS, 2015년) - 알리 역
- 《KBS 드라마 스페셜 - 그 형제의 여름》 (KBS2, 2015년) - 최영길 역
- 《KBS 드라마 스페셜 - 예쁘다 오만복》 (KBS2, 2014년) - 리오 역